# Arroyo Maitén
El Maitén es un arroyo afluente del río Chubut. Se alimenta del deshielo de la cordillera de los Andes, de lluvias, y de manantiales. Dicho arroyo nace en la cordillera en la provincia de Río Negro y desemboca en el río Chubut, en la provincia homónima a unos 5 km río arriba de la localidad de El Maitén. Recorre unos pocos kilómetros y, en el último tramo, forma un valle de origen glacial poco ancho y se encuentra rodeado al este por la Sierra de El Maitén.
El sector donde se encuentra el arroyo, forma un ecosistema de transición entre bosque andino y la estepa patagónica. Su nombre se debe al árbol de copa frondosa y hojas perennes que a principios del siglo XIX poblaba la ribera de este arroyo y del río Chubut. Maitén, en idioma mapuche, significa "árbol sagrado" o "árbol de la sabiduría".